# Pädagogische Hochschule Karlsruhe

Bis 2009 verwendetes Logo

Die Pädagogische Hochschule Karlsruhe ist eine Hochschule mit Promotions- und Habilitationsrecht in Karlsruhe.

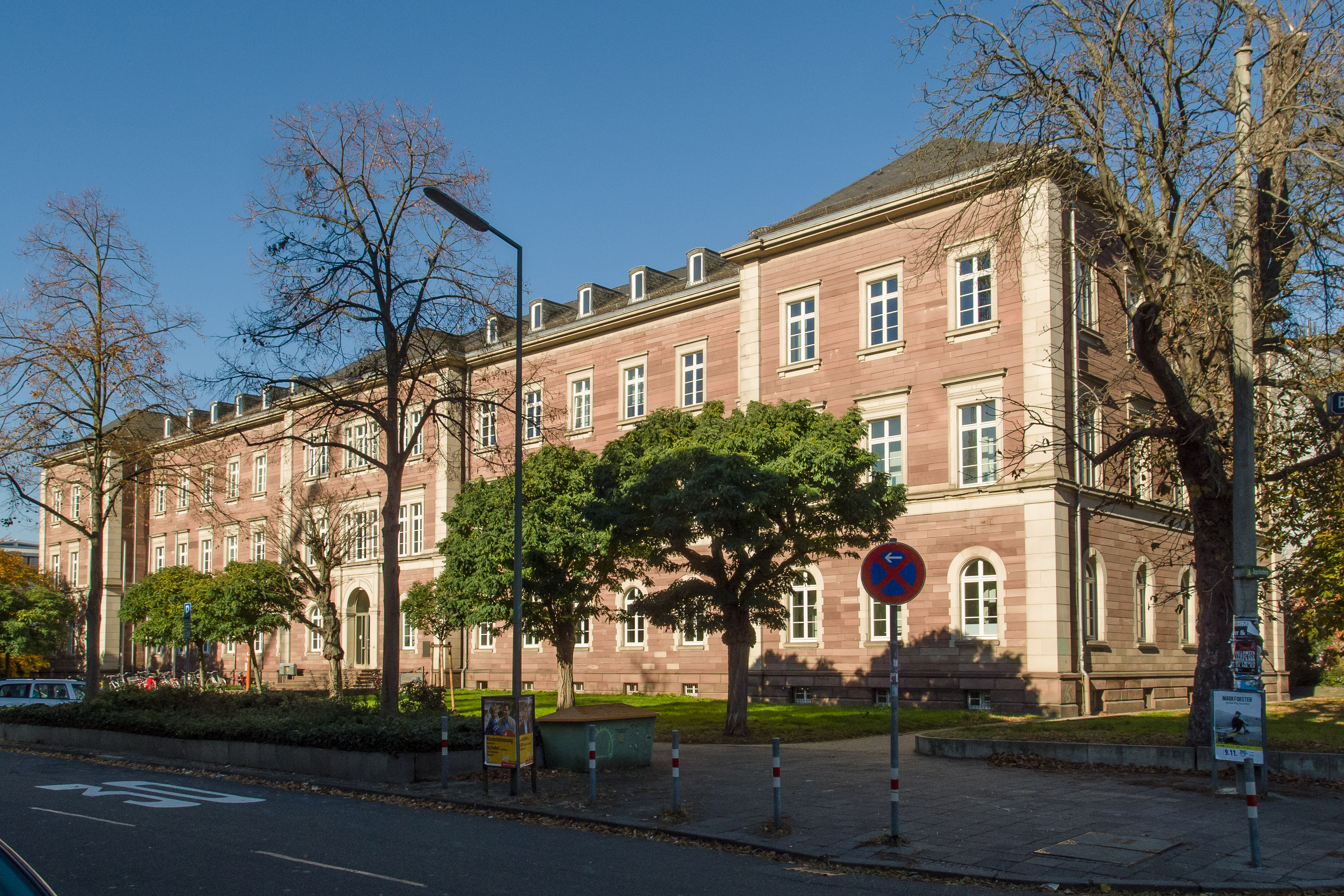
Pädagogische Hochschule, Bau 1

## Geschichte
Die Pädagogische Hochschule Karlsruhe ist eine von sechs bildungswissenschaftlichen Hochschulen in Baden-Württemberg. Sie geht zurück auf das Lehrerseminar Karlsruhe, welches die erste staatliche Ausbildungsstätte für Lehrer in Baden war. Das Lehrerseminar wurde am 4. November 1768 für Schulkandidaten von 1757 unter dem Namen Schulseminar eröffnet.
Die angehenden Lehrer mussten evangelischer Konfession sein. Von 1823 bis 1830 befand sich das Lehrerseminar in der Markgrafenstraße 48, von 1830 bis 1870 in einem Gebäude an der Ecke Akademie-/Hans-Thoma-Straße unweit des Botanischen Gartens und seit 1870 in der Bismarckstraße 10. Das anhaltend starke Interesse am Lehrerberuf erforderte bereits 1875 die Eröffnung eines zweiten nahezu baugleichen Lehrerseminars in der Rüppurrer Straße 29, das für angehende Lehrer katholischer Konfession eingerichtet wurde. Zudem gab es ab 1878 in der Sophienstraße 31/33 in der Nähe des Karlstors Badens erstes staatliches Lehrerinnenseminar.
1926 gingen alle drei Seminare in der neuen Lehrerbildungsanstalt Karlsruhe (1926–1936 und 1942–1952) auf, aus der sich wiederum in mehreren Etappen (1936–1942: Hochschule für Lehrerbildung, 1952–1962: Pädagogische Institut) die Pädagogische Hochschule Karlsruhe entwickelte.
In strukturerneuerter Form existiert die Hochschule seit dem 29. Mai 1962 als Pädagogische Hochschule. Durch das Gesetz über die Rechtsstellung der Pädagogischen Hochschulen wurde sie 1971 zur wissenschaftlichen Hochschule. Sie ist den Universitäten gleichgestellt und verfügt seit 1987 über das uneingeschränkte Promotions- und seit 2005 das Habilitationsrecht. Die nationale und internationale Korrespondenz wird offiziell auch unter der Bezeichnung 'University of Education' bzw. 'École Supérieure de Pédagogie' geführt.

## Leitbild
Die Pädagogische Hochschule Karlsruhe gliedert ihr Leitbild in folgende sieben Punkte:
Verantwortung wahrnehmen, In Disziplinen und über Disziplinen hinweg forschen, Theorie und Praxis reflektiert in Einklang bringen, Die Lehr-Lernkultur individualisieren, Weltoffenheit und Zukunftsorientierung sichern, Qualität und Transparenz optimieren, Individuellen Lebenslagen gerecht werden.

## Thematische Schwerpunkte
Drei inhaltliche Säulen kennzeichnen das Profil der Pädagogischen Hochschule Karlsruhe: Die Ausrichtung auf die sogenannten MINT-Fächer, der Fokus auf Mehrsprachigkeit bzw. bilinguales Lehren und Lernen sowie der Umgang mit Heterogenität und Ungleichheit im Rahmen der Bildungsgerechtigkeit.
Weiterhin sind die Themen der Digitalen Bildung und der Professionalisierung fakultätsübergreifend relevant und in Forschung und Lehre verankert.
Projekte innerhalb diesem Profil sind u. a. Mint²KA oder LemaS (Leistung macht Schule). Ersteres ist eine Kooperation zwischen dem Karlsruher Institut für Technologie (KIT) und der Pädagogischen Hochschule Karlsruhe und zielt auf die Verbesserung der „Qualität der Lehrerbildung in den Fächern Mathematik, Informatik, Naturwissenschaften und Technik“ ab. Letzteres ist ein vom Bundesministerium für Bildung und Forschung (BMBF) mit 18 Millionen Euro gefördertes Projekt, bestehend aus einem Forschungsverbund mit 15 Universitäten und unter der Koordination der Pädagogischen Hochschule Karlsruhe. Ziel ist die wissenschaftliche Begleitung und Optimierung von Schulen bei der Schul- und Unterrichtsentwicklung.

## Studium
Die Pädagogische Hochschule Karlsruhe bietet Bachelor- und Masterstudiengänge an: sowohl Lehramtsstudiengänge (Grundschule oder Sekundarstufe I) als auch nicht-lehramtsbezogene Studiengänge (siehe unten). Zudem können Studierende seit 1999 das Europalehramt als besonderes Profil innerhalb des Lehramts wählen.
Im nicht lehramtsbezogenen Bereich bietet die Hochschule Bachelor- und Masterstudiengänge in den Feldern Pädagogik der Kindheit, Interkulturelle Bildung, Umweltbildung, Gesundheitsbildung, Kulturvermittlung und Geragogik (berufsbegleitend) an.
Im Weiterbildungsbereich stehen Zertifikatsstudien (CAS) und berufsbegleitende Master unter anderen in den Bereichen DAF/DAZ, Erwachsenenbildung und Geragogik zur Auswahl.

### Studiengänge

#### Lehramt
- Bachelor Lehramt Grundschule (B.A.)
- Bachelor Lehramt Sekundarstufe I (B.A.)
- Master Lehramt Grundschule (M.Ed)
- Master Lehramt Sekundarstufe I (M.Ed.)

Alle Lehramtsstudiengänge können als Europalehramt studiert werden. Hierbei bieten besondere Lehrveranstaltungen und ein verpflichtendes Auslandssemester die Möglichkeit, später ein Sachfach in englischer oder französischer Sprache zu unterrichten. Gleichzeitig werden Chancen und Schwierigkeiten von Mehrsprachigkeit und Heterogenität behandelt.

#### Weitere Studiengänge

##### Bachelor
- Pädagogik der Kindheit (B.A.)
- Sport-Gesundheit-Freizeitbildung (B.A.)

##### Master
- Interkulturelle Bildung, Migration und Mehrsprachigkeit (M.A.)
- Biodiversität und Umweltbildung (M.Sc.)
- Kulturvermittlung (M.A.)
- Geragogik (M.A., berufsbegleitend)

### Zusatzqualifikationen und außercurriculare Studienangebote

#### Zertifikate
- Zertifikat Bildung im Elementar- und Primarbereich
- Zertifikat Bildung und Persönlichkeit (ab WiSe 2019/20)
- Zertifikat Deutsch als Zweit- und Bildungssprache (DZB) (ab SoSe 2019)
- Zertifikat Fachspezifische Lehr-Lern-Methoden im Fach Deutsch
- Zertifikat Fachspezifische Lehr-Lern-Methoden im Fach Mathematik
- Zertifikat Ganztagsschule[4]
- Zertifikat Gesundheitsbildung (voraussichtlich ab SoSe 2019)
- Zertifikat Lehr-Lern-Methodik (Tutorentraining)
- Zertifikat Mediengestaltung / Mediensupport
- Zertifikat Mentoring
- Zertifikat MINT in einer Kultur der Nachhaltigkeit (ab SoSe 2019)
- Zertifikat Religionen, Wissenschaften und Weltanschauungen

#### Fachzertifikate
"Mit dem Fachzertifikat wird der bestehenden Fächerkombination [bei lehramtsbezogenen Studiengängen] eine Erweiterung hinzugefügt [...]"
- Fachzertifikat (Naturwissenschaftlich-technischer Sachunterricht mit dem Schwerpunkt) Alltagskultur und Gesundheit
- Fachzertifikat (Naturwissenschaftlich-technischer Sachunterricht mit dem Schwerpunkt) Chemie
- Fachzertifikat Deutsch
- Fachzertifikat Englisch
- Fachzertifikat Ethik
- Fachzertifikat Evangelische Theologie / Religionspädagogik
- Fachzertifikat Französisch
- Fachzertifikat (Sozialwissenschaftlicher Sachunterricht mit dem Schwerpunkt) Geographie
- Fachzertifikat (Sozialwissenschaftlicher Sachunterricht mit dem Schwerpunkt) Geschichte
- Fachzertifikat Informatik
- Fachzertifikat Islamische Theologie / Religionspädagogik
- Fachzertifikat Katholische Theologie / Religionspädagogik
- Fachzertifikat Kunst
- Fachzertifikat Mathematik
- Fachzertifikat Musik
- Fachzertifikat (Naturwissenschaftlich-technischer Sachunterricht mit dem Schwerpunkt) Physik
- Fachzertifikat (Sozialwissenschaftlicher Sachunterricht mit dem Schwerpunkt) Physik
- Fachzertifikat (Sozialwissenschaftlicher Sachunterricht mit dem Schwerpunkt) Politikwissenschaft
- Fachzertifikat Sport
- Fachzertifikat (Naturwissenschaftlich-technischer Sachunterricht mit dem Schwerpunkt) Technik
- Fachzertifikat Wirtschaftswissenschaft

#### Berufsbegleitende Weiterbildungszertifikate
Diese Angebote richten sich an Beschäftigte aller beruflichen Felder.
- Bildungsarbeit mit Älteren
- Deutsch als Fremdsprache
- Deutsch als Zweitsprache
- Digitale Medienbildung
- Diversity und Generationenmanagement
- Kontaktstudium Erwachsenenbildung
- Kulturvermittlung: Moderieren statt Führen
- Praxismentoring in kindheitspädagogischen Arbeitsfeldern
- Theologie und Philosophie des Alters
- Professionell handeln in der Erwachsenenbildung

## Fakultäten
Die Pädagogische Hochschule Karlsruhe hat zwei Fakultäten mit dazugehörigen Instituten:
- Fakultät A für Geistes- und Humanwissenschaften: Institut für Allgemeine und historische Erziehungswissenschaft, Institut für Bildungswissenschaftliche Forschungsmethoden, Institut für deutsche Sprache und Literatur, Institut für Erziehungswissenschaft mit Schwerpunkt in außerschulischen Feldern, Institut für Evangelische Theologie, Institut für Frühpädagogik, Institut für Islamische Theologie und Religionspädagogik, Institut für Katholische Theologie, Institut für Mehrsprachigkeit, Institut für Philosophie, Institut für Psychologie, Institut für Schul- und Unterrichtsentwicklung in der Primar- und Sekundarstufe
- Fakultät B für Natur- und Sozialwissenschaften: Institut für Alltagskultur und Gesundheit, Institut für Bewegungserziehung und Sport, Institut für Bilinguales Lehren und Lernen (CLIL), Institut für Biologie und Schulgartenentwicklung, Institut für Chemie, Institut für Informatik und digitale Bildung, Institut für Kunst, Institut für Mathematik, Institut für Musik, Institut für Ökonomie und ihre Didaktik, Institut für Physik und Technische Bildung, Institut für Politikwissenschaft, Institut für Transdisziplinäre Sozialwissenschaft

## Sonstiges
Seit 2014 veröffentlicht die PH Karlsruhe das Wissenschaftsjournal DIALOG. Es bestehen Projektkooperationen mit verschiedenen europäischen Universitäten unter dem Dach Erasmus+.

## Rektoren
- 1952–1965: Josef Spieler (1900–1987)
- 1965–1970: Gotthard Teutsch (1918–2009)
- 1970–1974: Leonhard Mülfarth (1921–2009)
- 1974–1978: Winfried Sendelbach (1932–1978)
- 1978–1982: Hans-Joachim Werner (* 1940), Institut für Philosophie
- 1982–1990: Klaus Winkler, Institut für Mathematik und Informatik
- 1990–1992: Liesel Hermes (1945–2021[6]), Institut für Mehrsprachigkeit
- 1992–1998: Heinrich Schlemmer (* 1936), Institut für deutsche Sprache und Literatur
- 1998–2002: Jürgen Nebel, Institut für Transdisziplinäre Sozialwissenschaft
- 2002–2011: Liesel Hermes (1945–2021), Institut für Mehrsprachigkeit
- 2011–2016: Christine Böckelmann (* 1964), keine Institutszugehörigkeit
- seit 2016: Klaus Peter Rippe (* 1959), Institut für Philosophie